# دومينيكي باثيناي
دومينيكي باثيناي (بالفرنسية: Dominique Bathenay)‏ مواليد 13 فبراير 1954 في بون-دأين، أين، فرنسا، هو لاعب كرة قدم فرنسي سابق كان يلعب كلاعب وسط. سبق له أن لعب في كأس العالم لكرة القدم مع منتخب بلاده.

## مرحلة الشباب

### أندية لعب لها
- نادي سانت إتيان

## المسيرة الاحترافية

### أندية لعب لها
- نادي سانت إتيان
- باريس سان جيرمان
- نادي سيت

## روابط خارجية
- دومينيكي باثيناي على موقع الاتحاد الدولي (مؤرشف)  (الإنجليزية)
- دومينيكي باثيناي على موقع الاتحاد الأوربي (الإنجليزية)
- دومينيكي باثيناي على موقع قاعدة بيانات كرة القدم.إي يو (الإنجليزية)
- دومينيكي باثيناي على موقع ليكيب (الفرنسية)
- دومينيكي باثيناي على موقع ناشيونال فوتبول تيمز (الإنجليزية)
- دومينيكي باثيناي على موقع عالم كرة القدم.نت (الإنجليزية)